# 上意討ち 拝領妻始末
『上意討ち 拝領妻始末』（じょういうち はいりょうつましまつ）は、1967年5月27日に公開された日本映画。東宝、三船プロ製作、東宝配給。白黒128分、東宝スコープ。
滝口康彦の「拝領妻始末」を原作とする、封建制秩序の非人間的な矛盾を衝いた時代劇。会津藩馬廻り役の笹原家に起こる、理不尽な主命による悲劇の顛末を描く。上意討ちとは、主君の命を受けて人を討つの意。
第28回ヴェネツィア国際映画祭（国際映画評論家連盟賞）、第41回キネマ旬報ベスト・テン日本映画第1位。
1992年と2013年の2度にわたりテレビドラマとしてリメイクされている。

## あらすじ
1725年（享保10年）、会津松平家に仕える馬廻り役300石・笹原伊三郎（三船）はそろそろ孫が欲しいと同僚の浅野（仲代）に話す。その後その心情につけこむように、藩の御側用人から長子・与五郎（加藤）に「藩主のお手付きの女を貰い受けろ」と縁談が持ち込まれた。気乗りしない伊三郎と与五郎。事情通の伊三郎の妻によれば、嫁候補は元々は藩主のお気に入りで藩主にとっては八男となる庶子を生むほどの寵愛を受けていた。しかし、その後藩主が若い側室に乗り換えたところを逆上して殴りかかったうえ、藩主にも平手打ちを食らわすなど藩主の不興を買った。それを下げ渡そうとする趣旨である。藩命には逆らえず伊三郎と与五郎は結婚を承諾し嫁となった。
新しく来た嫁、いちは姑のいびりにも文句をひとつ言わず気丈にふるまう良妻であったが、なぜ若い女に殴りかかるようなことをしでかしたのか訝しむ伊三郎であった。与五郎がいちに聞いたところでは嫉妬ではなく、婚約者がいたにもかかわらず藩命一つで藩主の側室とならざるを得ない不条理に対する怒りが原因であったという。伊三郎はその言葉に得心し、与五郎に嫁を大事にするようにと諭した。その後も与五郎といちは仲睦まじさを増してゆき、しばらくのちには娘が生まれ幸せな時を過ごしていたのだった。
幸せな結婚生活は江戸からの知らせにより破局を迎えた。藩主の嫡子が急病により他界、いちの子が新たな世継ぎとなったのである。いちは世継ぎの生母となり、藩中では生母を一介の藩士の妻とさせておくわけにはいかないという雰囲気になっていった。そして、与五郎のところに藩の上役からいちを奥に戻せとの命が下された。
あまりに理不尽な藩命に与五郎は憤り、いちも与五郎も藩命を断固拒絶した。当初は建前を重んじ、与五郎から妻を奥に戻すよう嘆願してほしいと説得していた上役も強固な拒絶に接し、お家おとりつぶしをちらつかせ恫喝を加えはじめる。お咎めがあれば巻き添えを食うであろう親類たちも説得にあたるがいちはそれも拒否する。しかし、与五郎は圧力に負け、いちに奥に戻ってほしいと漏らしてしまう。その言葉を聞き激高したのは伊三郎であった。伊三郎は今の家には武芸を買われ婿となった身であり、家庭でも藩内においても上司や妻など他人に気を使い生きてきたのであったが、藩命に逆らい自分たちの生き方を貫こうとする与五郎といちに強い共感を覚えていたのだ。伊三郎は与五郎といちにお前たちは決して離れてはならぬと改めて説得するのであった。
与五郎は城中に出仕し藩の重役たちに嘆願書を提出した。嘆願書はいちを返上する内容であろうと推測し安堵する重役たちであったが、案に相違し、藩の非を鳴らし、人倫に悖るやり口を糾弾するものであり藩と伊三郎、与五郎の対立は決定的となる。
藩との対立が決定的なものとなる前から計略によりいちは城中に監禁されていたため、娘の乳母となるべく藩から一人の女が派遣されていた。女はきく（市原悦子）である。きくが伊三郎の家に行くと、家には伊三郎と与五郎のほかは誰もおらず畳も取り払われていた。きくに飯の準備を頼み戦いの準備を整える伊三郎と与五郎。しかし、藩からの刺客を待ち受ける二人のもとを訪れたのは藩の用人に伴われたいちであった。用人は伊三郎と与五郎に対しいちが次期藩主の生母として奥に入るのを承知するのであれば命は助ける、と最後の説得を行う。
当然のように拒否する伊三郎と与五郎。用人はいちに対しても与五郎の嫁ではないことを認めれば伊三郎と与五郎の命は助けるよう話す。いちはそれを拒否し、あくまで与五郎の嫁であると主張するばかりか、隙を見て藩士が持っていた槍を掴み自殺を試みた。そばに駆け寄る与五郎。伊三郎は激高し藩士たちに切りかかる。伊三郎と藩士たちが切りあう中、妻を抱きかかえていた与五郎は藩士から槍で突かれ絶命する。切りあいの末、伊三郎は用人や討手たちを全滅させるが、与五郎といちは抱き合った格好のまま、ともに息絶えていた。
伊三郎は二人の遺骸を庭先に埋め弔った後、藩の非道を江戸に知らせるべく孫（娘）を抱きながら江戸に向けて旅立つ。追手から姿をくらませながら国境までたどり着いた伊三郎を待っていたのは、職分を全うしようとする浅野であった。二人は壮絶に戦うが浅野は敗れる。しかし、伊三郎もさらなる追手に囲まれ銃弾を受け倒れる。最後に孫のところまで戻ろうとするがたどりつけず、伊三郎が孫に託そうとした願いは「母のように生きよ、父のような男と結ばれよ」ということであった。

## スタッフ

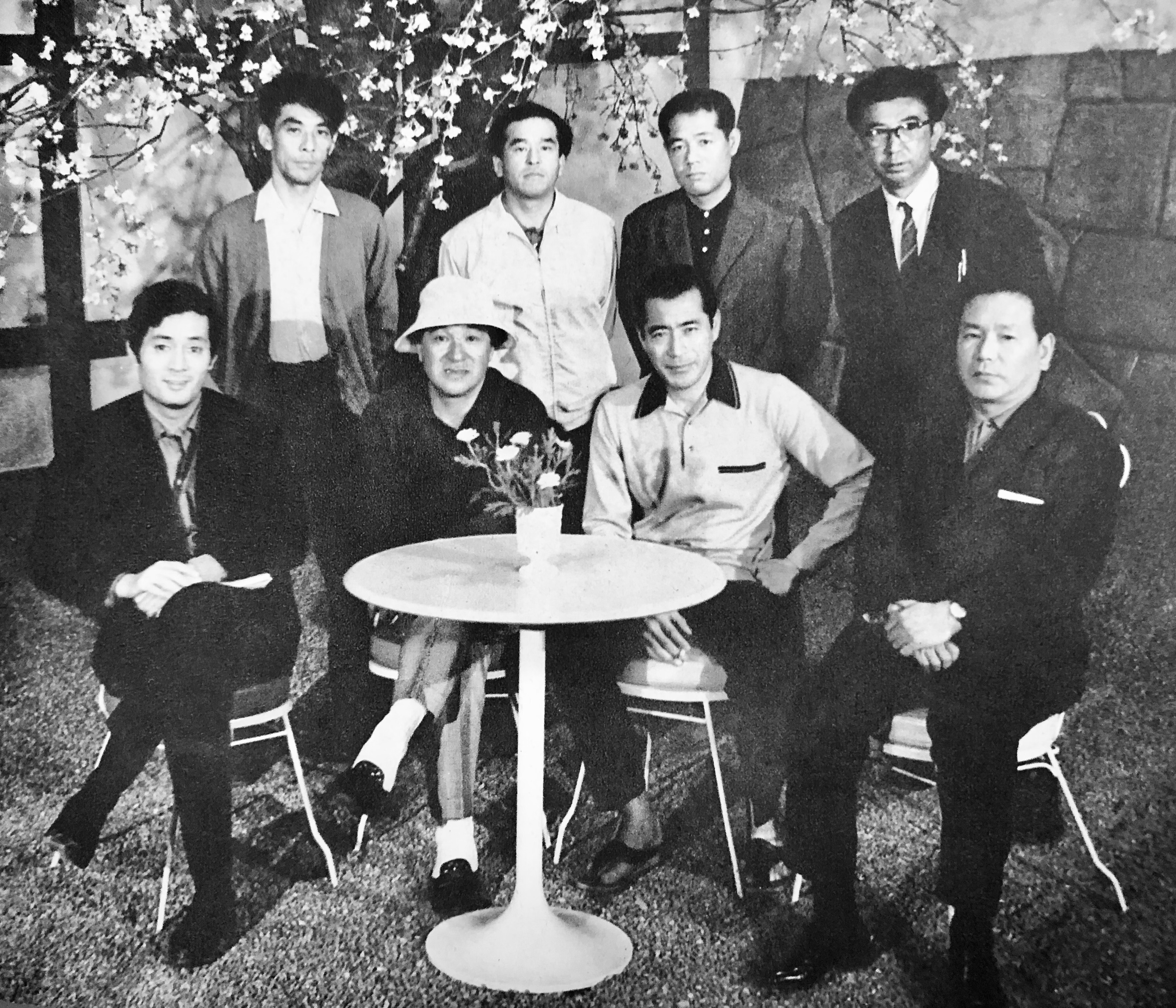
前列左から、仲代達矢、小林正樹、三船敏郎、田中友幸。
後列左から、松江陽一、山田一夫、奥山重之助、田実泰良。

- 製作：田中友幸
- 監督：小林正樹
- 原作：滝口康彦
- 脚本：橋本忍
- 撮影：山田一夫
- 音楽：武満徹
- 美術：村木与四郎
- 録音：奥山重之助
- 照明：小西康夫
- 整音：下永尚
- 監督助手：松江陽一
- 製作担当者：田実泰良
- 編集：相良久
- 現像：キヌタ・ラボラトリー
- 謡曲：観世栄夫
- 殺陣：久世竜

## 出演者
＜笹原家関連＞
- 笹原伊三郎 (馬廻三百石藩士 婿養子)：三船敏郎
- 笹原すが (妻)：大塚道子
- 笹原与五郎 (長男)：加藤剛
- 笹原とみ (与五郎とお市の娘)
- 笹原文蔵 (次男)：江原達怡
- 笹原堅物 (義父)：佐々木孝丸
- 佐平 (笹原家老僕)：福原秀雄
- ぬい (笹原家下女)：川尻則子
- 刈谷きく (とみの乳母)：市原悦子

＜塩見家関連＞
- 笹原いち  又はお市 (笠井三之丞許嫁・藩主第2側室・与五郎妻)：司葉子
- 塩見兵右衛門 (お市の父)：浜村純
- 塩見兵右衛門の妻：山田恵美
- 笠井三之丞 (お市の元許嫁)
- 笠井三之丞の母：山岡久乃

＜会津藩 松平家＞
- 松平正容(まさかた) (3代藩主)：松村達雄
- 松平正甫(まさもと) (嫡男 第1側室栄光院の子)
- 菊千代 (第2側室 お市の子)
- お玉 (第3側室)：小林哲子
- 吉野 (お市の方老女)：日塔智子

＜会津藩＞
- 高橋外記(げき) (側用人)：神山繁
- 柳瀬三左衛門： (家老)三島雅夫
- 小宮隆蔵 (奏者番)：青木義朗
- 小谷庄兵衛 (馬廻組組長)：山形勲

- 三船プロ七曜会
- 浅野帯刀 (国廻り支配(巡見使))：仲代達矢

## 同時上映
『続・社長千一夜』
- 脚本：笠原良三／監督：松林宗恵／主演：森繁久彌
- 「社長シリーズ」第27作目。三木のり平とフランキー堺のシリーズ最後の出演。

## テレビドラマ

### テレビドラマ 1992年
1992年にテレビ東京にて『上意討ち〜拝領妻始末より〜』のタイトルで放映された。1992年ギャラクシー賞奨励賞受賞作品。
キャスト
- 笹原伊三郎：加藤剛（映画では与五郎を演じていた）
- 笹原いち：渡辺典子
- 笹原与五郎：船越英一郎
- 笹原すが：大谷直子
- 高橋外記：近藤洋介
- 塩見平右衛門：中谷一郎
- おもよ：西尾まり
- 笠井三之丞：高井清史
- 笹原堅物：竹内亨
- 古田将士
- 丸山真穂
- 森優介
- 井口恭子
- 斉藤深雪
- 神山寛
- 児玉泰次
- 辰平：東野英治郎
- ナレーター：小川真司

スタッフ
- 監督：高瀬昌弘
- 脚本：吉田剛
- 音楽：丸谷晴彦
- プロデューサー：古賀伸雄、江津兵太
- 製作：テレビ東京、松竹株式会社、蟻プロダクション

### テレビドラマ 2013年
2013年2月9日の21:00 - 23:36に、テレビ朝日系列にて、開局55周年記念ドラマスペシャルと銘打ってリメークされた。（テレビ宮崎では2日後の11日（月曜日）の21:03 - 23:37）。
キャスト
- 笹原伊三郎：田村正和
- 笹原いち：仲間由紀恵
- 笹原与五郎：緒形直人
- 高橋外記：北村有起哉
- きく：田畑智子
- 笠井三之丞の母：藤真利子
- 笹原文蔵：石黒英雄
- お玉：逢沢りな
- 柳瀬三左衛門：橋爪功
- 松平正容：大杉漣
- 塩見兵右衛門：西田健
- 小谷庄兵衛：笹野高史
- 笹原堅物：津川雅彦
- 笹原すが：梶芽衣子
- 浅野帯刀：松平健

スタッフ
- 監督：藤田明二
- 脚本：橋本忍（自身の映画版シナリオをリライトした）
- 音楽：加古隆
- 殺陣：菅原俊夫
- 技術協力：バスク
- プロデューサー：田中芳之（テレビ朝日）、加藤貢、榎本美華（東映）、江平光男（オフィス江平）
- プロダクション協力：東映太秦映画村
- 製作：テレビ朝日、東映